# Windows Internet Naming Service
Windows Internet Naming Service (WINS) je implementace NetBIOS Name Service (NBNS) pro Windows, sloužící jako name server pro jména počítačů v síťovém prostředí NetBIOS. Velmi jednoduše lze říci, že WINS jsou pro NetBIOS tím co DNS (Domain Name System) pro doménová jména – centrální úložiště informací. Na druhou stranu je toto úložiště vždy automaticky (např. po resetu pracovní stanice) dynamicky aktualizováno, takže když klient potřebuje kontaktovat jiný počítač na síti, může si aktualizovat údaj o nové adrese, alokované pomocí DHCP. Počítačové sítě mají běžně více než jeden WINS server a každý WINS server by měl být konfigurován pro vyžádanou i nabízenou replikaci; preferovaný replikační model je topologie hub-and-spoke, kde návrh WINS není centrální, ale distribuovaný. Každý WINS server drží plnou kopii všech ostatních souvisejících WINS systémových záznamů. Ve WINS neexistuje hierarchie (na rozdíl od DNS), ale stejně jako u DNS může být jeho databáze dotazována na jednotlivé adresy nutné pro komunikaci spíše než aby šířila žádost, ke které adrese se připojit. Systém proto redukuje síťový provoz, i když je třeba přičíst provoz vzniklý replikacemi.
Od vydání operačního systému Windows 2000 už WINS nejsou doporučeny ve prospěch DNS a Active Directory.
Software Samba může také fungovat jako WINS (NBNS) server.